# Cucullia amoenissima
Cucullia amoenissima là một loài bướm đêm trong họ Noctuidae.